# Bror Berger
Bror Berger (Malmö, 8 febbraio 1874 – Stoccolma, 3 aprile 1948) è stato un attore, regista, sceneggiatore e produttore cinematografico svedese, attivo anche nel settore aeronautico.
È conosciuto per aver recitato in film come Peski, Lappa ja poliisit (di cui è stato il regista), Herr Arnes pengar (di Mauritz Stiller) e Katoavia timantteja eli Herrasmies-varas Morel vastustajanaan etsivä Frank (diretto anch'esso da Berger).
Ha diretto e prodotto dall'inizio del 1910 un certo numero di film muti. Inoltre Berger è stato uno dei pionieri dell'aviazione svedese. Ha costruito infatti nel 1911 un suo modello di aeromobile prendendo esempio da modelli stranieri, la macchina è stata distrutta tuttavia è rimasto conosciuto per essere stato uno dei primi imprenditori del settore aereo svedese.

## Filmografia

### Come attore
- Margaretaa ajetaan takaa (1912)
- Rusthollari Pettersonin Helsinginmatka (1912)
- Peski, Lappa ja poliisit (1915)
- Katoavia timantteja eli Herrasmies-varas Morel vastustajanaan etsivä Frank (1916)
- Herr Arnes pengar (1919)
- Mästerman (1920)
- Karin Ingmarsdotter (1920)
- Körkarlen (1921)
- En vildfågel (1921)
- Det omringade huset (1922)
- Vem dömer (1922)
- Eld ombord (1923)
- Polis Paulus' påskasmäll (1925)
- För hemmet och flickan (1925)
- A.-B. Gifta Bort Baron Olson (1928)
- Gustaf Wasa del I (1928)
- Gustaf Wasa del II (1928)
- Kronans kavaljerer (1930)
- Uppsagd (1934)
- Atlantäventyret (1934)
- Eva går ombord (1934)
- Flickorna från Gamla sta'n (1934)
- Munkbrogreven (1935)
- Grabbarna i 57:an (1935)
- 33.333 (1936)
- John Ericsson - segraren vid Hampton Roads (1937)
- En sjöman går iland (1937)
- På kryss med Albertina (1938)
- Styrman Karlssons flammor (1938)
- Rid i natt! (1942)

### Come regista
- Rusthollari Pettersonin Helsinginmatka (1912)
- Peski, Lappa ja poliisit (1915)
- Katoavia timantteja eli Herrasmies-varas Morel vastustajanaan etsivä Frank (1916)
- Den förgyllda lergöken (1924)